# Museu del Poble Gallec
El Museu del Poble Gallec (en gallec: Museo do Pobo Galego) és un museu amb seu a Santiago de Compostel·la que es va construir com a organisme al servei de la comunitat el 1977 per tal de vetllar per mantenir les tradicions i els costums que sovint varen ser oblidats o apartats de la història tot i que són l'essència identitària del poble.
En virtut d'allò que li antecedeix, la Xunta de Galicia pel decret 111/1993 del 22 de maig reconegué el Museu del Poble Gallec com a «centre sintetitzador dels museus i col·leccions antropològiques de Galícia», tot considerant que «no tan sols actua com a referent i estímul per a la creació d'altres museus i col·leccions de caràcter semblant a tot Galícia, sinó que també pot ésser considerat com a capçalera espiritual i simbòlica de la xarxa de museus antropològics de Galícia».
L'any 2008 se li atorgà el Premi Nacional de Cultura Tradicional i de Base, un dels premis que integren els Premis Nacionals de la Cultura Gallega.

## Exposició
Aquest museu compta amb sales permanents: el mar, el camp, els oficis, la música, el vestuari, l'hàbitat, l'arquitectura i la societat. Memòria i tradició ofereixen una visió sintètica de la societat gallega tradicional, un compendi de la diversitat de Galícia que serveix com a referent de les diverses manifestacions dins del conjunt i a més ajuda a impulsar l'interès pel coneixement d'aquests i per a la cerca d'alternatives en el futur.
El museu disposa també d'espais d'exposició temporal, d'un auditori i de dos serveis museístics de Biblioteca, Videoteca, Arxiu Gràfic i Sonor, Administració i Departament d'Educació i Acció Cultural.